# Okulokutaner Albinismus Typ 1

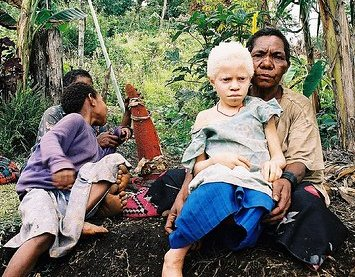
OCA1 ist für viele der am stärksten ausgeprägten Formen von Albinismus verantwortlich.

Okulokutaner Albinismus Typ 1, abgekürzt OCA 1, ist eine Form des Albinismus, die auf Mutationen des TYR-Gens (codierend für Tyrosinase) zurückgeht. Eine andere Bezeichnungen hierfür ist Tyrosinase-bezogener Albinismus.

## Erscheinungsbild

### Tyrosinasenegative OCA 1 (OCA 1A)
Als Tyrosinasenegative OCA 1 (OCA 1A) wird der vollständige Ausfall der Tyrosinasefunktion bezeichnet. Die hiervon betroffenen Menschen haben völlig funktionsunfähige Tyrosinase und deshalb keinerlei Melanin. Betroffene kommen mit weißen Haaren, heller Haut und einer durchscheinenden hellblauen und teilweise rosafarbenen Iris zur Welt. Sie entwickeln kein Melanin im Laufe des Lebens. OCA 1A gibt es bei allen Völkern und bei zahlreichen Tierarten. Außerdem haben sie eine starke Sehbehinderung mit einem Visus unter 10 %.

### Tyrosinasepositive OCA 1 (OCA 1B)

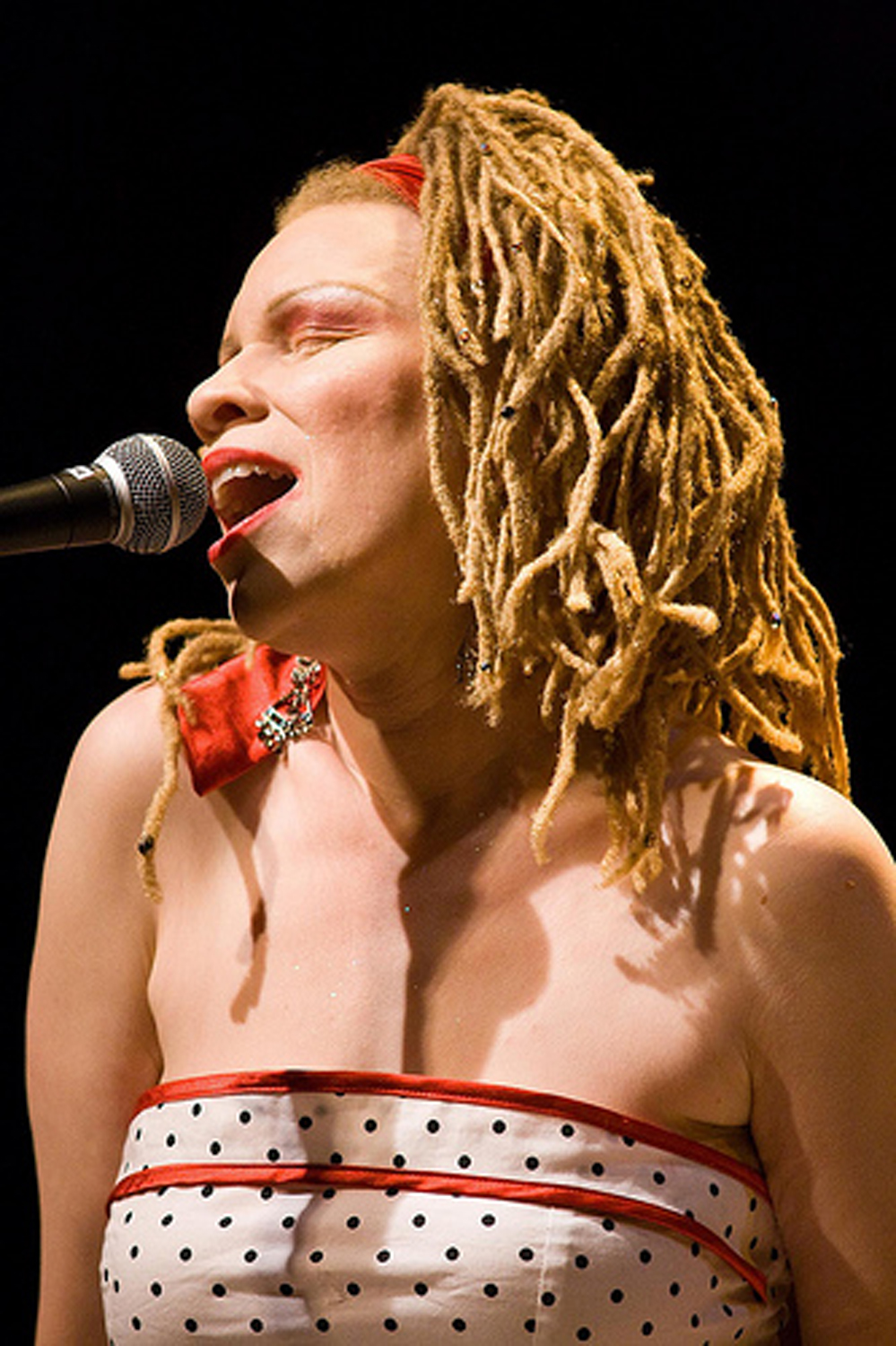
Menschen mit OCA 1B können gelbe Haare haben, wie Mem Nahadr sie hat. Ob Nahadrs Albinismus OCA 1B ist, ist unbekannt.

Bei Tyrosinasepositivem OCA 1 (OCA 1B) kann die Tyrosinase Melanin produzieren, aber nicht so gut wie normal. Die Betroffenen kommen wie bei OCA 1A ohne Pigmentierung der Haut, der Haare und der Iris zur Welt. Im Verlauf des Lebens bilden sie aber etwas Melanin. Menschen mit OCA 1B können sehr unterschiedlich aussehen, je nachdem wie gut die Tyrosinase noch funktioniert, auch die Sehbehinderung kann in unterschiedlichem Maße ausgeprägt sein. Die Augen können im Laufe des Lebens von blau zu grün oder braun nachdunkeln. Der OCA 1B wird auch yellow OCA genannt, da das Nachdunkeln bei Betroffenen oft zu gelber Haarfarbe führt. Dies wird auf die Synthese von Phäomelanin zurückgeführt, die durch OCA 1B weniger beeinflusst wird als die von Eumelanin. Bei Phäomelanin handelt es sich im Gegensatz zum schwarzen Eumelanin um einen braunen Farbstoff.
Mindestens eine Mutation erzeugt eine Tyrosinase, deren Funktionsfähigkeit von der Temperatur abhängt. Deshalb sind die Haare am Körper farblos, das Kopfhaar und die Haare an den Händen sind aber gefärbt.
Im TYR-Gen kommen auch Mutationen vor, die sich nur in den Augen äußern.

## Genetik
Der okulokutane Albinismus Typ 1 wird durch Mutationen im TYR-Gen verursacht. Das TYR-Gen befindet sich auf Chromosom 11 (11q14-21), beinhaltet fünf Exons und codiert für das Protein Tyrosinase mit einer Länge von 529 Aminosäuren.
Bisher sind über 100 verschiedene Mutationen im TYR-Gen entdeckt. Einige dieser Mutationen erzeugen zwar eine funktionierende Tyrosinase, deren Reifung im endoplasmatischen Retikulum gestört ist oder zur Störung des Transports von Tyrosinase in die Melanosomen. Ein Teil der Mutationen beeinflusst nicht die Funktionsfähigkeit der Tyrosinase, sondern bewirkt, dass sie nicht ins endoplasmatische Retikulum transportiert wird und es deshalb zu keiner Melaninbildung kommt.
Es wurde auch eine Mutation festgestellt, bei der das gesamte Tyrosinasegen fehlte. Die betroffene Person hatte abgesehen von den albinismustypischen Symptomen (Farbe, Sehnervenkreuzung, Augen) keine Abweichungen im Erscheinungsbild. Für den Menschen ist damit nachgewiesen, dass das Tyrosinasegen außer der Melaninproduktion keine wesentlichen Funktionen hat.

## Häufigkeit
In Europa haben 30–40 % der Menschen mit Albinismus OCA1, damit ist es hier die häufigste aller OCA-Formen. Weltweit ist es nur die zweithäufigste Albinismusform. Die Häufigkeit beträgt 1:39.000 bei Kaukasiern und 1:28.000 im afrikanischen Raum.

## OCA1 bei Tieren: Albino-Locus (C)

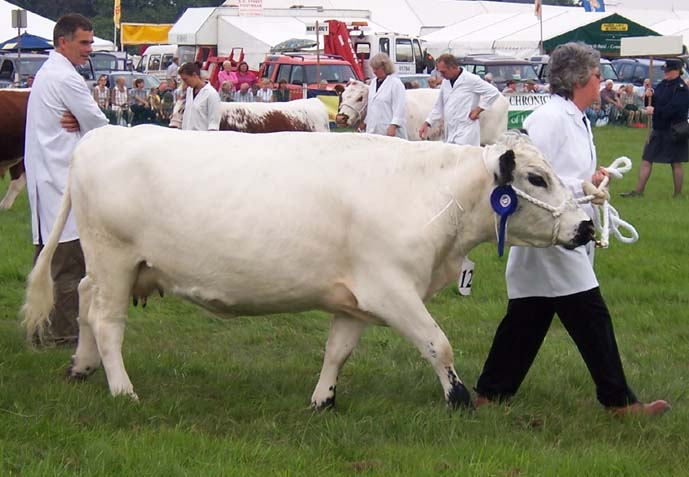
British White Cattle

### Säugetiere
Dem Ocolucutanen Albinismus Typ 1 beim Menschen entsprechen die verschiedenen Mutationen des C-Locus bei Säugetieren. Zur Albino-Serie gehören neben völlig weißen Tieren mit roten Augen, die als einzige als Albinos bezeichnet werden, eine Reihe von Allelen, die eine stufenweise Aufhellung von Haut, Haaren und Augen kontrolliert. Ausgehend von einer vollständigen Pigmentierung, wie sie im Wildtyp (C) vorliegt, wird zunächst das Phäomelanin, dann das Eumelanin reduziert.
Bei vielen Nagetieren, Kaninchen, dem Nerz, dem Rind und der Katze gibt es einen als Himalaya oder Colorpoint bezeichneten Farbtyp. Bei ihnen funktioniert die Tyrosinase abhängig von der Temperatur, deshalb ist der Körper heller als die kühleren Ohren, Nasenspitze, Schwanz und Pfoten.

#### Farbmaus

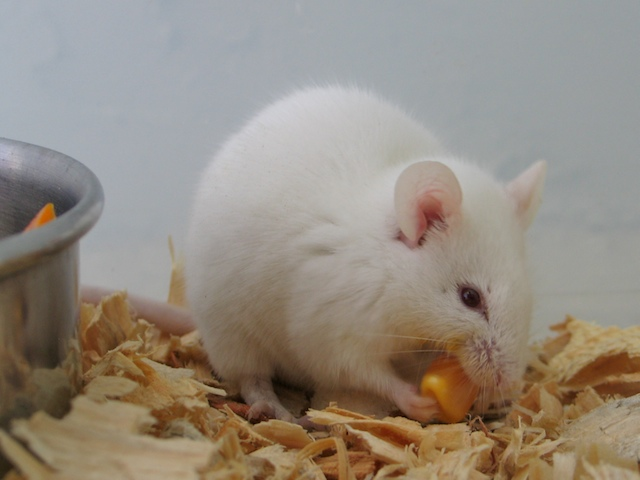
Vollständiger Albino (c) der Maus

Der Genort liegt bei der Farbmaus auf Chromosom 7. Es gibt über 100 verschiedene Mutationen des Tyrosinaselocus.
Eine der ältesten bekannten Mutationen der Maus wird meist mit dem Buchstaben c abgekürzt, führt zu vollständigem Albinismus mit roten Augen und weißem Fell und beruht auf einer Mutation bei der nur eine Aminosäure in der DNA des Tyrosinase-Locus ausgetauscht wurde. Mäuse mit der Mutation Platinum (cp) wirken fast wie Albinomäuse haben aber ein geringfügig dunkleres Fell.
Die Mutation Extreme Dilution (ce) wurde 1921 das erste Mal beschrieben, als eine Maus dieser Farbe in einer Krippe mit Getreide gefangen wurde. Mäuse mit dieser Farbe sind weiß mit kleinen schwarzen Flecken und schwarzen Augen. Während die Tiere älter werden, werden sie dunkler und bekommen einen bräunlichen Anflug. Je nach Außentemperaturen kann die Farbe erheblich variieren.
Die Mutationen Chinchilla (cch) und Intense Chinchilla (ci) beeinflussen Eumelanin nicht so stark wie Phäomelanin. Die schwarzen Bereiche des Fells sind bei Chinchilla (cch)- Mäusen dunkel schiefergrau, während sie bei Intense Chinchilla (ci)-Mäusen nicht erkennbar aufgehellt sind. Das braune Phäomelanin wird bei beiden Mutationen wesentlich stärker aufgehellt. Bei Tieren mit der Braunmutation erscheint das schwarze Fell nicht erkennbar aufgehellt. Mäuse mit der Mutation Chinchilla-mottled (cm) sind gesprenkelt. Sie haben Fellbereiche mit der typischen Chinchilla-Färbung und hellere Fellbereiche.

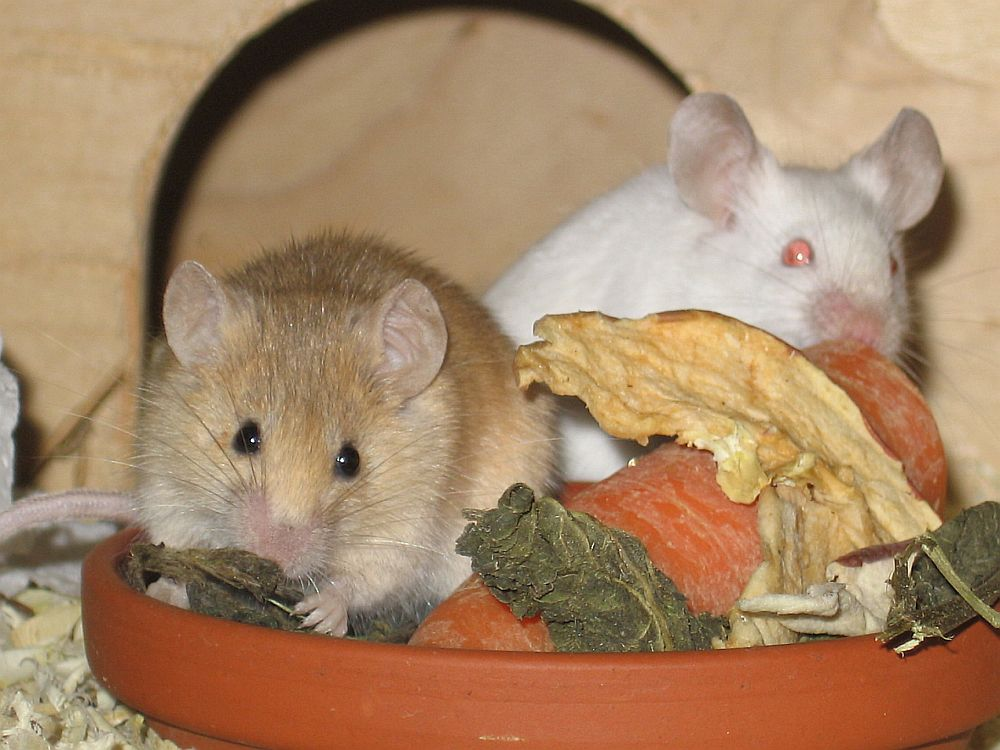
Rechts: Maus der farbe Himalayan (c^{h})

Die Mutation Himalayan (ch) führt zu einer temperaturempfindlichen Tyrosinase, so dass neugeborene Tiere wegen der Wärme im Mutterleib wie vollständige Albinos aussehen und mit der Zeit vor allem Schwanz, Ohren und Nasen nachdunkeln, da sie etwas dunkler sind als der Körper, der eine beige Farbe annimmt. In warmen Räumen gehaltene Tiere haben ein helleres Fell als in kalten Räumen lebende Tiere.
Durch Bestrahlung wurden mindestens 30 Mutationen des Tyrosinase-Locus beobachtet, die in homozygoter Form tödlich (letal) sind. Dabei sterben einige Jungtiere noch vor der Geburt ab, andere erst nach der Geburt. Die vorgeburtlichen Todesfälle geschehen meist vor oder kurz nach der Implantation des Embryos in die Plazenta. Weitere Mutationen führen dazu, dass die Überlebensrate in späteren Lebensphasen sinkt. Bei allen Mutationen, die die Überlebensfähigkeit beeinträchtigen, sind neben dem Tyrosinaselocus auch benachbarte Genorte beeinträchtigt. Die Tyrosinase selbst hat also keine lebensnotwendige Funktion.
Mäuse mit vollständigem Albinismus waren langsamer darin, aus dem Wasser zu entkommen, sind in freien Räumen weniger aktiv und haben schlechtere Ergebnisse in Tests, wo sie schwarz und weiß unterscheiden sollen.

#### Mongolische Rennmaus

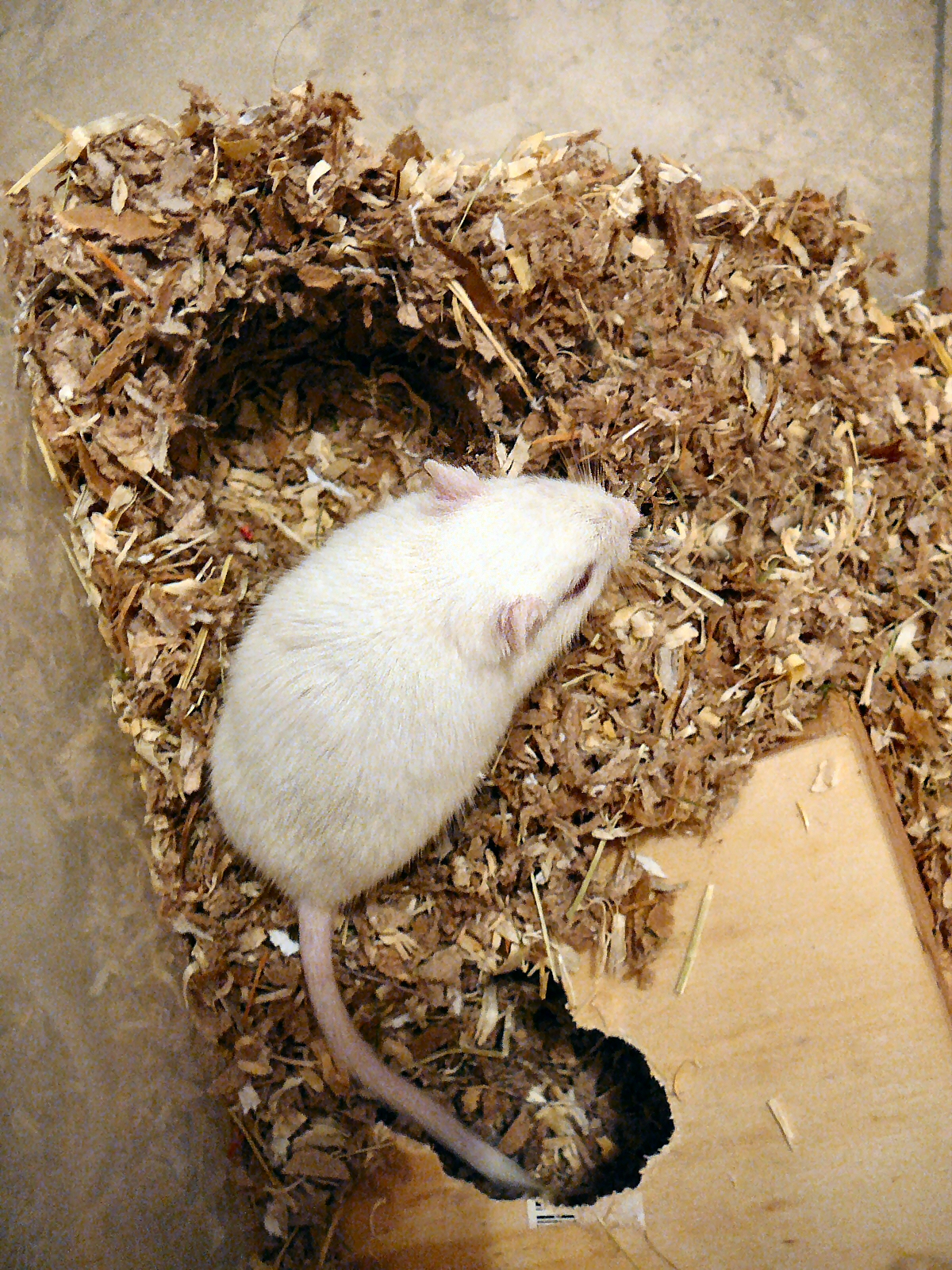
Rennmaus der Farbe „dark-tailed white“

Bei der Mongolischen Rennmaus gibt es zwei Mutationen des Albino-Locus.
Die dunklere Version heißt Chinchilla Medium (cchm) und
hat, wenn das Tier ohne diese Mutation schwarz wäre, einen hellbraunen Körper. Die Bauchseite ist etwas heller als der Rücken und bei tiefen Temperaturen unter 15 °C ist der hintere Rücken dunkler als der Bauch. Nase, Ohren und Füße haben eine dunkle Sepiafarbe und der Schwanz ist fast schwarz. Das Skrotum ist dunkel. Die Krallen sind dunkel. Vom Körper nach außen hin wird die Farbe jeweils dunkler. Die Augen sind fast schwarz, leuchten bei heller Beleuchtung aber dunkelrot. Jungtiere sind anfangs deutlich heller mit geringfügig dunklerem Schwanz und erhalten erst nach dem ersten Fellwechsel ihre dunklen Beine, Ohren und Nase.
Die hellere Mutation heißt englisch „dark-tailed white“ (ch) führt zu Tieren mit rosa Augen und dunklem Schwanz.
Wenn sie zusätzlich durch das P-Gen aufgehellt sind erscheinen sie wie vollständige Albinos c. Ob es vollständige Albinos gibt, ist unklar, da von solchen nur einmal berichtet wurde und es sich hierbei um diese doppelt aufgehellten Tiere handeln könnte und nicht umj eine eigene Mutation.
Tiere mit schwarzer Grundfarbe und beiden Mutationen „dark-tailed white“ und Chinchilla Medium (chcchm) auf dem Albinolocus liegen in der Färbung zwischen beiden reinerbigen Formen.

#### Hauskatze

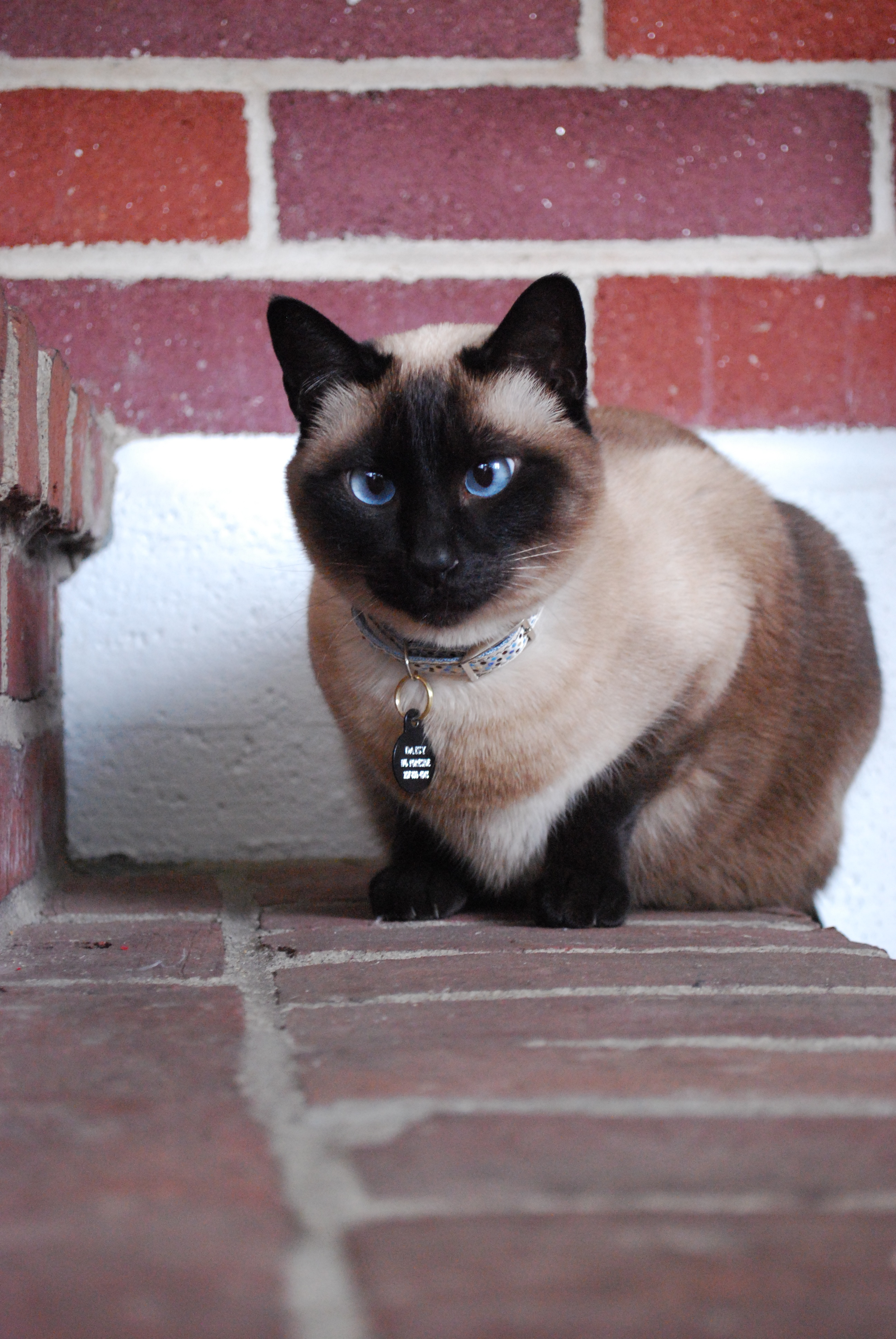
Siamese Cat

Bei der Katze sind mehrere Allele des TYR-Gens bekannt. Das Allel ca führt zu weißem Fell mit blauen Augen, das Allel c zu vollständigem Albinismus mit roten Augen, cb bewirkt die typische Färbung der Burma-Katze, das Allel cs die der sogenannten Point-Katzen, deren bekanntester Vertreter die Siamkatze. ist.

#### Frettchen

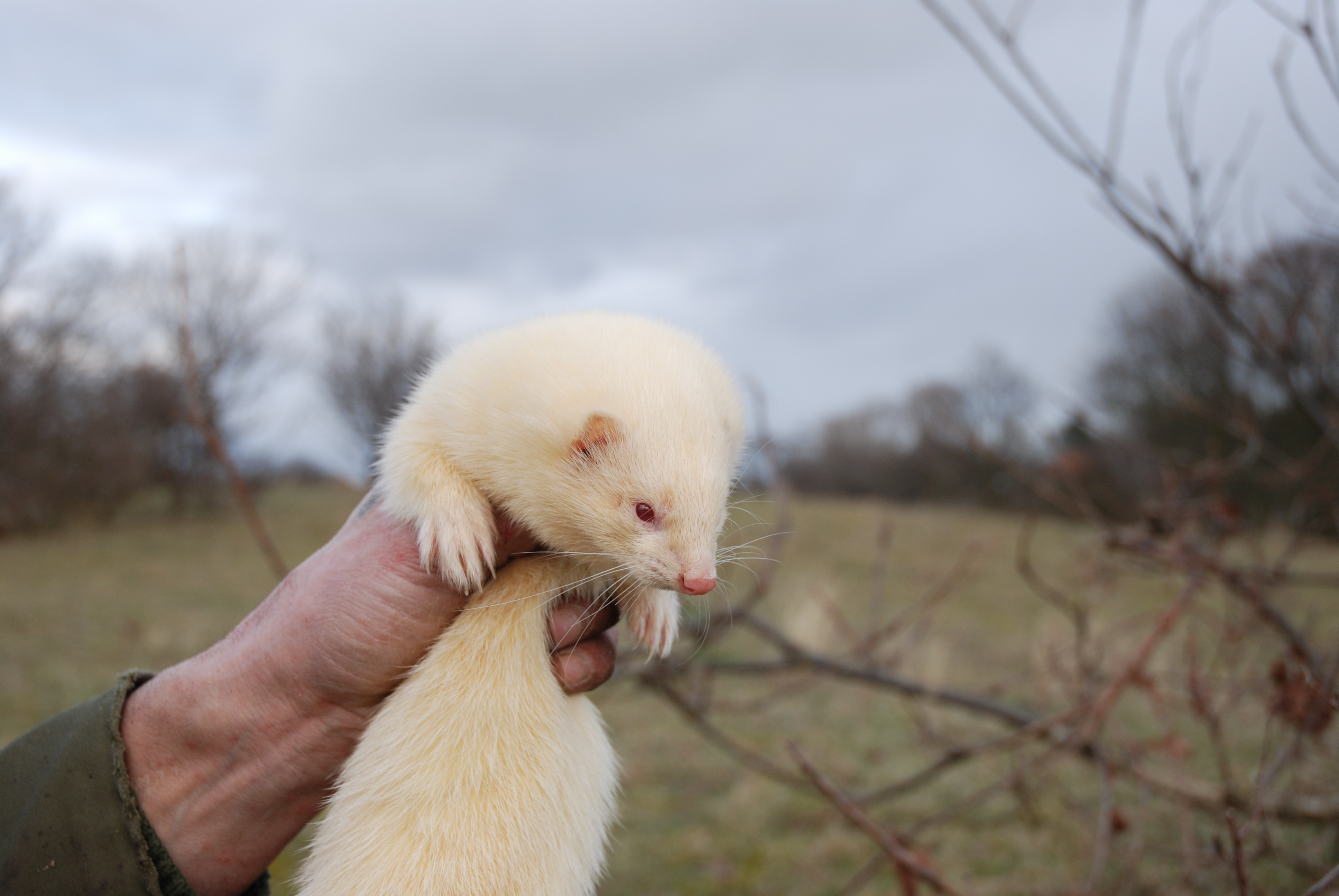
Ein Albino des Frettchens

Beim Frettchen (Mustela putorius furo), der domestizierten Form des Iltisses gibt es Albinismus der dadurch entsteht, dass Exon 4 – also ein ganzer Abschnitt – des Tyrosinasegens fehlt.

#### Hausrind
Ebenfalls durch eine Temperaturempfindliche Tyrosinase entsteht die Farbe des weißen Galloway-Rindes, des British White Cattles und des White Park Cattles.

#### Hausschwein
Der Tyrosinase Locus des Schweins wurde auf Chromosom 9 kartiert. Vollständiger Albinismus ist beim Schwein nicht bekannt. Auf Mutationen des C-Allels werden die schmutzig weiße Farbe des Mangalica-Schweins (Allel ce) und die rezessiv vererbte Aufhellung der Farbe von gelb zu weiß und von rot zu cremefarben beim Berkshire-Schwein (Allel cch) zurückgeführt.

### Vögel

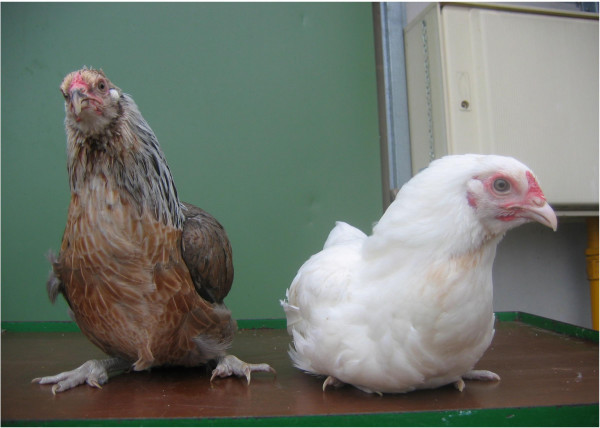
Auch beim Huhn führt eine Mutation des Albino-Locus zu rezessiv weißer Farbe

Beim Huhn sind drei Mutationen des Tyrosinase-Gens bekannt. Alle drei haben vollständig weißes Gefieder, die Augenfarbe variiert jedoch von völlig unpigmentiert bis grau.

### Fische
Beim Japan-Reiskärpfling (Oryzias latipes) der zu den Reisfischen zählt wird der Tyrosinaselocus mit i abgekürzt. Es sind mehrere Mutationen dieses Gens bekannt. Es gibt mehrere Albino-Mutanten (i1, i4, and i5) bei denen ein Transposables Element in das Tyrosinasegen eingefügt ist und dadurch Albinismus entsteht, der OCA 1 beim Menschen entspricht. Bei einer weiteren Tyrosinasemutation (i6) entsteht OCA1 dadurch, dass ein Teil des Gens fehlt. Tiere mit der Mutation i1 sind vollständig albinotisch, i4 hat eine geringe Tyrosinaseaktivität und dadurch etwas dunklere Augen. Bei der i5-Mutante ist der Albinismus nur schwach ausgeprägt.

### Tyrosinase-Funktion bei Insekten
Tyrosinase trägt bei Insekten nicht nur zur Bildung von Melanin bei, sondern spielt auch eine wesentliche Rolle bei der Aushärtung der Cuticula. Dadurch sind Individuen ohne funktionsfähige Tyrosinase nicht lebensfähig und es kommt bei Insekten kein tyrosinasenegativer Albinismus vor.